# 麦芽酚
麥芽醇（英語：Maltol）是一種天然存在的有機化合物，主要用作香料。它存在於落葉松的樹皮、松針和烤麥芽中，由此得名。它是一種可溶於熱水、氯仿和其他極性溶劑的白色結晶粉末。由于麥芽醇具有棉花糖和焦糖的氣味，其可賦予香水甜味。麥芽酚的甜味可增加新鮮出爐麵包的香味，可在麵包和蛋糕中用作增味劑（INS編號636）。
麥芽酚與相關的3-羥基-4-吡喃酮化合物（如麴酸）可与硬的金属离子，如Fe3+、Ga3+、Al3+、VO2+配位，因此可用于增加体内铝的摄取量，也用于增加镓和铁的口服生物利用度。它的食品添加劑E編號為E636。